# Trabajo hebreo

Manifestantes judíos junto a plantaciones de cítricos, en Kfar Saba, reclamando la ocupación de trabajadores judíos

Trabajo hebreo (en hebreo: עבודה עברית‎, Avoda Ivrit) fue el lema de una campaña desarrollada a finales del siglo XIX durante el Mandato británico de Palestina y principios del siglo XX, posteriormente adoptado por el sionismo, que buscaba incentivar la participación de judíos en el mercado laboral, la promoción de una masa judía trabajadora  y consideraba  el trabajo en todas las ocupaciones, especialmente las labores manuales y agrícolas, por parte de los judíos, como una condición necesaria para el cumplimiento de los objetivos sionistas en la Tierra de Israel. El uso de la expresión aumentó durante la segunda aliá, especialmente entre los miembros de los partidos de trabajadores sionistas y miembros del movimiento obrero, como forma de prevenir el desempleo generalizado entre los trabajadores judíos.
En 2008, hubo algunos intentos de revitalizar la práctica de contratar mano de obra judía y no árabe en Israel y en los territorios ocupados por Israel, luego de la masacre de Mercaz HaRav, un ataque terrorista, llevado a cabo por un empleado árabe del seminario, dirigido a estudiantes israelíes en el colegio religioso judío (yeshivá) de Mercaz HaRav en Jerusalén, en el cual ocho estudiantes fueron asesinados y otros siete resultaron heridos.

## Antecedentes

### Fin del periodo del imperio otomano
Durante el periodo de la Segunda Aliyá muchos inmigrantes judíos a Palestina, buscaron trabajos como temporeros en terrenos agrícolas y plantaciones de sus correligionarios, que habían llegado durante la Primera Aliyá. En lugar de contratar a sus compañeros judíos, los inmigrantes de la Primera Aliyá estaban más inclinados a contratar a árabes locales que proporcionaban una mano de obra más barata. Finalmente los trabajadores inmigrantes de la Segunda Aliyá consiguieron unificar y enfatizar su identidad judía y objetivos nacionales comunes, para convencer a los inmigrantes de la Primera Aliyá de contratarles a ellos, y por tanto, desplazar a la mano de obra árabe. Se organizaron bajo el eslogan "Trabajo hebreo" y "Conquista del trabajo".
La lucha por el trabajo judío, que judíos emplearan solo a judíos, significó la victoria del trabajo judío en crear una nueva sociedad. Este esfuerzo fue una presión constante de los líderes de la segunda Aliyá (1904-1914), quienes fundaron el Sionismo laborista, y en la década de 1930 se convirtieron en líderes del movimiento sionista. Poco después de su llegada a Palestina en 1906, David Ben-Gurión se dio cuenta de que una moshava, un asentamiento agrícola privado, empleaba a árabes como guardias. Se preguntó "¿Era concebible que aquí también debíamos estar en en un auténtico Galuth (exílio), contratando a extranjeros para vigilar nuestras propiedades y proteger nuestras vidas?". Rápidamente Ben-Gurión y sus compañeros comenzaron gestiones para corregir esta situación. Según Shabtai Teveth en esos primeros años Ben-Gurión desarrolló el concepto de 'Avodah Ivrit', o 'Trabajo Judío'.
Los líderes de la segunda Aliyá acordaron que el trabajo judío era vital para el proceso de revitalización nacional, ya que estaban convencidos de que los judíos debían 'redimirse' construyendo con sus propias manos un nuevo tipo de sociedad judía. También pensaron que el uso del trabajo árabe podría crear una sociedad colonial típica, explotación barata, trabajadores indígenas desorganizados y que impediría una posterior inmigración judía. Finalmente consideraron el trabajo manual como una buena terapia para los judíos, como individuos o como pueblo. En la opinión de Ben-Gurión el trabajo judío "No era un medio sino un glorioso fin", el judío debía ser transformado y hecho creativo.
En 1907 Ben-Gurión hizo un llamamiento al trabajo judío en las tierras pertenecientes a la Fondo Nacional Judío. Existían dificultades porque los árabes estaban preparados para trabajar durante largas jornadas por bajo salario, y la mayoría de los inmigrantes judíos preferían asentarse en las ciudades. En este contexto se desarrolló el concepto de   Kibbutz, 'asentamiento cooperativo basado en el autotrabajo y motivado por ideales sionistas''. En un resumen hecho por Ben-Gurión, dijo que el movimiento Kibbutz no comenzó gracias a una teoría socialista, sino como una forma eficaz de "garantizar el trabajo judío".

### Periodo del mandato
Alrededor de 1920, Ben-Gurión comenzó a reclamar el trabajo judío en todo el sistema económico y el sionismo laborista comenzó a esforzarse por una absoluta segregación de las comunidades judías y árabes. De esta forma 'judíos y árabes [...] vivirían en asentamientos separados y trabajarían en economías separadas'. Ben-Gurión empleó los disturbios palestinos de 1929 y la Huelga General árabe de 1936 como oportunidades de incrementar su esfuerzo en el trabajo judío. En 1930, el  Informe Hope Simpson culpó a la política del trabajo judío por el grave desempleo en el sector árabe. Según Flapan, en 1933, el Histadrut, lanzó su primera campaña para expulsar a los trabajadores árabes de las ciudades. En muchos casos esa expulsión 'tomó la forma de horribles escenas de violencia'. Reportajes al respecto de la prensa árabe y judía 'crearon una atmósfera de tensión sin precedentes''. Según Flaplan esta expulsión de trabajadores árabes y la 'mordaz propaganda' que acompañó a la operación, amplificaron la hostilidad árabe y finalmente precipitaron el estallido de la Revuelta árabe de Palestina de 1936 a 1939.

En 1947 la Comisión Especial de la ONU sobre Palestina, resumió la situación:
La vida económica presenta el complejo fenómeno de dos economías diferenciadas — una judía y una árabe, íntimamente relacionadas y, sin embargo, con características esenciales separadas. [...] A parte del grupo reducido de expertos, ningún trabajador judío esta empleado en empresas árabes y aparte de los huertos de cítricos, muy pocos árabes son empleados en empresas judías [...] El Servicio gubernamental, la compañía Potash (potasa) y la refinería de petróleo; son casi los únicos lugares donde árabes y judíos se unen como compañeros de trabajo en la misma organización.  [...] Hay considerables diferencias entre los sueldos de trabajadores árabes y judíos en ocupaciones similares.

### Estado de Israel
Hubo intentos de revitalizar la práctica de contratar mano de obra judía en Israel y en los territorios ocupados por Israel, especialmente después de la Segunda Intifada. Las prácticas de contrato selectivo son ilegales bajo la ley israelí de igualdad en el empleo, pero los empleadores argumentan problemas de seguridad. Algunos rabinos se pronunciaron a favor de emplear judíos y no árabes, después de la Masacre de Mercaz HaRav, llevada a cabo por un empleado árabe del seminario.

## Terminología

### Trabajo hebreo
El "Trabajo hebreo" es también referido frecuentemente como "Trabajo judío", aunque el primero es la traducción literal de "avoda ivrit". Según Even-Zohar, los inmigrantes de la Segunda Aliyá preferían emplear la palabra "Hebreo" porque querían enfatizar la diferencia entre su identidad "hebrea nueva" y la "antigua diáspora judía". Para ellos la palabra "Hebreo" tiene connotaciones románticas con la "pureza" y "autenticidad" de la existencia de la "Nación hebrea en sus tierras", tal como fue en el pasado.
En relación con el concepto de "Trabajo hebreo", estaba el concepto de "trabajo extranjero". Ben-Gurión escribió sobre los colonos de la Primera Aliyá: "Ellos presentaron el ídolo del exilio al templo del renacimiento nacional, y la creación de la nueva patria fue profanada por la avodah zara". Según Shapira, avodah zara significa ambas cosas, "trabajo extranjero" y en un sentido religioso, "adoración de un ídolo". Junto con el derramamiento de sangre e incesto este es uno de los peores pecados en el judaísmo. La aplicación de este concepto al empleo de trabajadores árabes por judíos, se presenta como un tabú.